# Aller Leisure
Aller Leisure är en dansk resebyrå med huvudkontor i Köpenhamn. Bolaget är en del av Aller Media-koncernen.
Koncernen grundades den 1 oktober 2007 och utgör en dotterkoncern till Aller Holding A/S. Företaget hade 2020 totalt 197 medarbetare. Morten Aaberg Sørensen är verkställande direktör för Aller Leisure A/S sedan 2017, efter att ha tagit över från Morten Krüger. Sørensen värvades från företaget Mannaz, där han var vicepresident.
Aller Leisures nettoomsättning i det brutna räkenskapsåret 2019/2020 var 497 miljoner danska kronor.

## Uppköpta resebolag
- Gislev Rejser (uppköpt 2018)[3]

- Nyhavn (uppköpt 2013)[4]

- Nyhavn Erhverv (uppköpt 2013)[4]

- Kulturrejser Europa (uppköpt 2014)[5]

- Nilles Rejser (uppköpt 2018)[6]

- Stjernegaard Rejser (uppköpt 2018)[7]

- ZEN Luxery Travels (uppköpt 2019)[8]

År 2014 köpte Aller Leisure resebolaget Kulturrejser, som även har en svensk avdelning som heter Kulturresor-Europa.